# اسمایلی
اسمایلی (به انگلیسی: Smiley) (همچنین به نام لبخند) تلطیفی از لبخند یک صورت انسان‌نما بخشی مهم از فرهنگ عامه است. گونهٔ سنتی آن در سال ۱۹۶۳ به صورت یک دایره زرد با نقطه‌های سیاه و سفید به نمایندگی از چشم و یک کمانک به نمایندگی از دهان (🙂) طراحی شد. در اینترنت و در دیگر نوشته‌های ساده کانال‌های ارتباطی این شکلک (گاهی نیز به نام شکلک صورت خندان) به‌طور سنتی از محبوب‌ترین شکلک‌ها است که با استفاده از یک دونقطه و یک کمانک به شکل :^)، :) یا (: که یک لبخند با چرخش ۹۰ درجه است، نمایش داده می‌شود. «اسمایلی» نیز گاهی به عنوان یک اصطلاح عمومی برای همه شکلک‌ها به کار می‌رود.

## در متن
اولین موردی که در متن از شکلک استفاده شد، ممکن است مربوط به شعر رابرت هریک، ثروت (۱۶۴۸) باشد، که شامل خطی به صورت :) بود.
شکلک‌ها به‌صورت (نسخهٔ سیاه و سفید) کدپیج ۴۳۷ در نسخه‌های اولیهٔ آی‌بی‌ام پی‌سی و پس از آن در رایانه‌های خانگی قابل چاپ بودند. برای رایانه‌های نوین با نسخه ویندوز مایکروسافت ویندوز ۹۵ به بالا می‌توان شکلک‌ها را به صورت زیر نشان داد

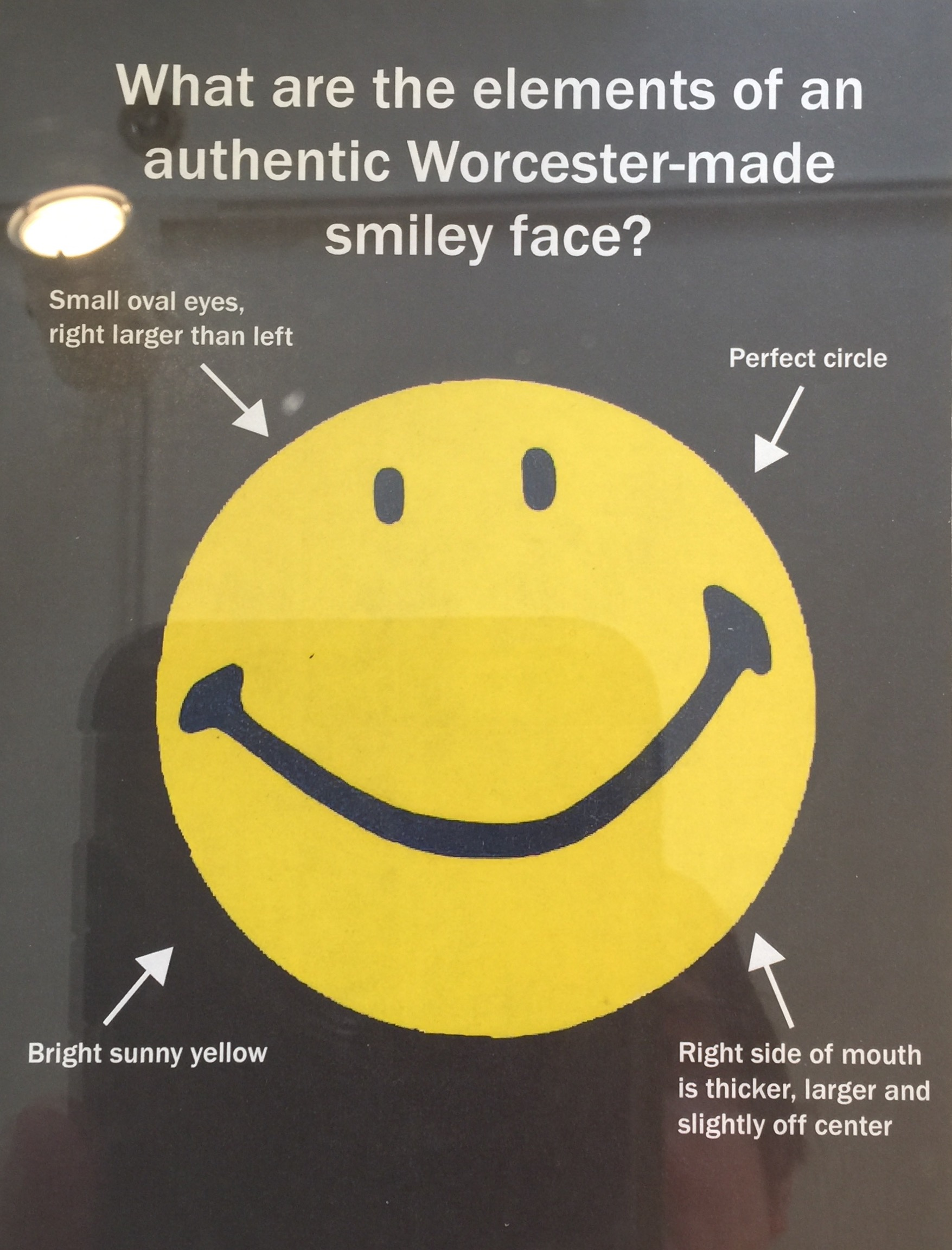
اسمایلی ساخته شده توسط هاروی بال

| یونی‌کد شخصیت اسمایلی:         |        |       |                 |
| ☺                             | U+263A | Alt+1 | صورتک سفید      |
| ☻                             | U+263B | Alt+2 | صورتک سیاه      |
| یونی‌کد اگرچه صورتک غمگین است: |        |       |                 |
| ☹                             | U+2639 |       | صورتک اخمو سفید |